# Genovese-Familie
Die Genovese-Familie (Genovese Crime Family), einstmals bekannt als Morello-Familie und später Luciano-Familie, ist eine italo-/US-amerikanische Mafiabande der US-amerikanischen Cosa Nostra und eine der sogenannten Fünf Familien von New York City, welche dort die organisierte Kriminalität in weiten Teilen beherrschen.

## Ausdehnung und Einflussbereich
Auf dem Höhepunkt ihrer Ausdehnung war die Genovese-Familie nicht nur in New York City tätig, sondern unterhielt regelrechte Niederlassungen in Atlantic City (New Jersey), Hartford (Connecticut), Miami, Newark (New Jersey), New Orleans, Las Vegas, Los Angeles, Fort Lee (New Jersey), San Francisco, Springfield (Massachusetts).
Bis zur Kubanischen Revolution war der Clan auch in Havanna auf Kuba tätig. Diese territorialen Ausdehnungen führten zu Überschneidungen, welche diverse Auseinandersetzungen mit anderen Cosa-Nostra-Familien aus New York und dem Chicago Outfit provozierten und damit unvermeidbar Thema zwischen den Bossen im National Crime Syndicate waren.
Es gab auch immer eine Verbindung zur originären Mafia (Cosa Nostra) nach Sizilien und die Zusammenarbeit mit anderen kriminellen Vereinigungen und verbrecherischen Organisationen. So war zum Beispiel die „French Connection“ in den 1960er und 1970er Jahren eine regelrechte logistische Kette des Drogenhandels unterschiedlicher nationaler Verbrecherbanden, die über den Nahen Osten, Sizilien, Marseille in die Vereinigten Staaten auch zur Genovese-Familie führte, die wiederum die Verteilung an den Endkonsumenten über Kleindealer den jeweiligen Straßengangs vor Ort überließ.

## Geschichte

### Ursprünge
Die Geschichte der später als „Genovese-Familie“ klassifizierten Gruppe geht bis 1890 zurück, als Ignazio „Lupo the Wolf“ Saietta, aus Sizilien kommend, in New York City eintraf. Dessen Black Hand Gang arbeitete mit den sizilianischen Emigranten zusammen, die sich insbesondere bereits unter Antonio Morello zu einer Bande zusammengeschlossen hatten. Zusammen begründeten sie einen umfangreichen Falschgeldring in Manhattan, was allerdings dazu führte, dass u. a. Saietta und Peter Morello 1910 ins Gefängnis mussten.
Unter Nicholas „Nick“ Morello entstand dann die heute als typisch geltende Struktur, wie sie noch heute für die US-amerikanische Cosa Nostra gilt.
Nick Morello wurde 1916 in einem Straßencafé ermordet; vermutlich während eines Treffens mit dem rivalisierenden Gangboss Pellegrino Morano, um den Krieg zwischen den Sizilianern (Mafia) und der Camorra friedlich zu beenden. Auf Grund der Verhaftung und Ausweisung Moranos wurde seine Gruppe durch den Sizilianer Salvatore D’Aquila übernommen, der als Begründer des später als „Gambino-Familie“ klassifizierten Mafia-Clans gelten kann. Morellos Leute schlossen sich Ciro Terranova bzw. seinem Bruder Peter Morello an, allerdings verloren beide mit dem Aufstieg von Joe Masseria an Bedeutung.
Ciro Terranova, der in den 1920er Jahren als Capo unter Joe Masseria diente, galt nach dessen Ermordung als derartig demotiviert, dass ihn sogar die Polizei aus den Akten entfernte. Peter Morello wurde am 15. August 1930 erschossen, ein Umstand, der heute als Beginn der blutigen Auseinandersetzung, welche als Krieg von Castellammare bezeichnet wurde, gesehen wird.

### Krieg von Castellammare
Die Ermordung von Joe Masseria im April des Jahres 1931 stellt den Schlusspunkt des sogenannten Krieges von Castellammare von 1930 bis 1931 dar. Nach dieser Auseinandersetzung formte sich die US-amerikanische Mafia insbesondere in New York City zu der im Prinzip noch heute gültigen Form der fünf Familien, die später als Bonanno, Colombo, Gambino, Lucchese und Genovese klassifiziert wurden.
Die Auseinandersetzung hatte begonnen, als Salvatore Maranzano, aus Sizilien kommend, begann, auf das Gebiet von Joe Masseria vorzudringen. Eigentlich ein riskantes Vorgehen, denn durch die Ermordung von Salvatore D’Aquila im Jahr 1928 stand Alfred Mineo von der Gambino-Familie (auch als Mineo-Familie bekannt) Masseria als wichtiger Verbündeter zur Seite. Als dieser und sein ‚Leutnant‘ Steve Ferrigno am 5. November 1930 erschossen wurden, hatte sich das Blatt gewendet.
Eine ganze Reihe der „Mustache Petes“ waren mehr oder minder gewaltsam ausgeschieden, ermordet oder kaltgestellt worden. Ein großes Massaker, wie es von dem Killer „Bo“ Weinberg später postuliert worden war, hatte es jedoch nicht gegeben. Als Salvatore Maranzano offenbar anstrebte, sich als Oberhaupt über alle Fünf Familien zu stellen („capo di tutti i capi“), wurde auch er am 10. September 1931 unter der Beteiligung von „Bo“ ermordet.
Eine neue Generation von Mafiosi war an die Macht gekommen und sah sich bald vor das Problem gestellt, neue lukrative Geschäftsfelder zu erschließen, nachdem die Prohibition, die den Clans seit der Einführung im Januar 1920 zum Aufstieg verholfen hatte, im Dezember 1933 beendet wurde.
Das neue Oberhaupt der Familie wurde Lucky Luciano, welcher maßgeblichen Einfluss auf den Ausgang der Auseinandersetzung genommen hatte. Zu seinen besten Leuten gehörten die späteren Bosse Frank Costello und Vito Genovese, und zusammen führten sie nun die größte und mitgliederstärkste Familie in New York City an.

### Frank Costello
Formal gesehen war die Amtszeit von Luciano nur kurz, da es Thomas E. Dewey 1936 gelang, Luciano wegen Prostitution zu 30–50 Jahren Haft verurteilen zu lassen. Allerdings leitete er weiterhin aus dem Gefängnis die Aktivitäten, und Frank Costello setzte zunächst als „acting boss“ diese in den 1940er Jahren um, bevor er nach der Abschiebung von Luciano nach Italien im Jahr 1946 selbst Oberhaupt der Familie wurde.
Buchmacherei, Kreditwucher, Gewerkschaftskorruption und die Textilindustrie in New York City waren die primären Geschäftsfelder unter Frank Costellos Führung. Dessen auffällig vorbildlicher Führungsstil überzeugte (zum Wohl der Familie) auch viele Politiker und Justizangehörige, ein Umstand, der Frank Costello den Spitznamen „Prime Minister“ eintrug. Diese Überzeugungsarbeit hatte allerdings auch eine monetäre Seite, und so versuchte Costello angeblich, auch den FBI-Direktor J. Edgar Hoover auf seine Seite zu ziehen, indem er Pferderennen manipulierte, bei denen Hoover gewettet hatte.
Costello weitete das Geschäftsfeld auf Glücksspielautomaten aus, und mit Hilfe des Gouverneurs von Louisiana, Earl Long, einem Bruder des erschossenen Huey Pierce Long, gelang es der Familie sogar – neben New York City – vor allem in New Orleans Fuß zu fassen.

### Vito Genovese

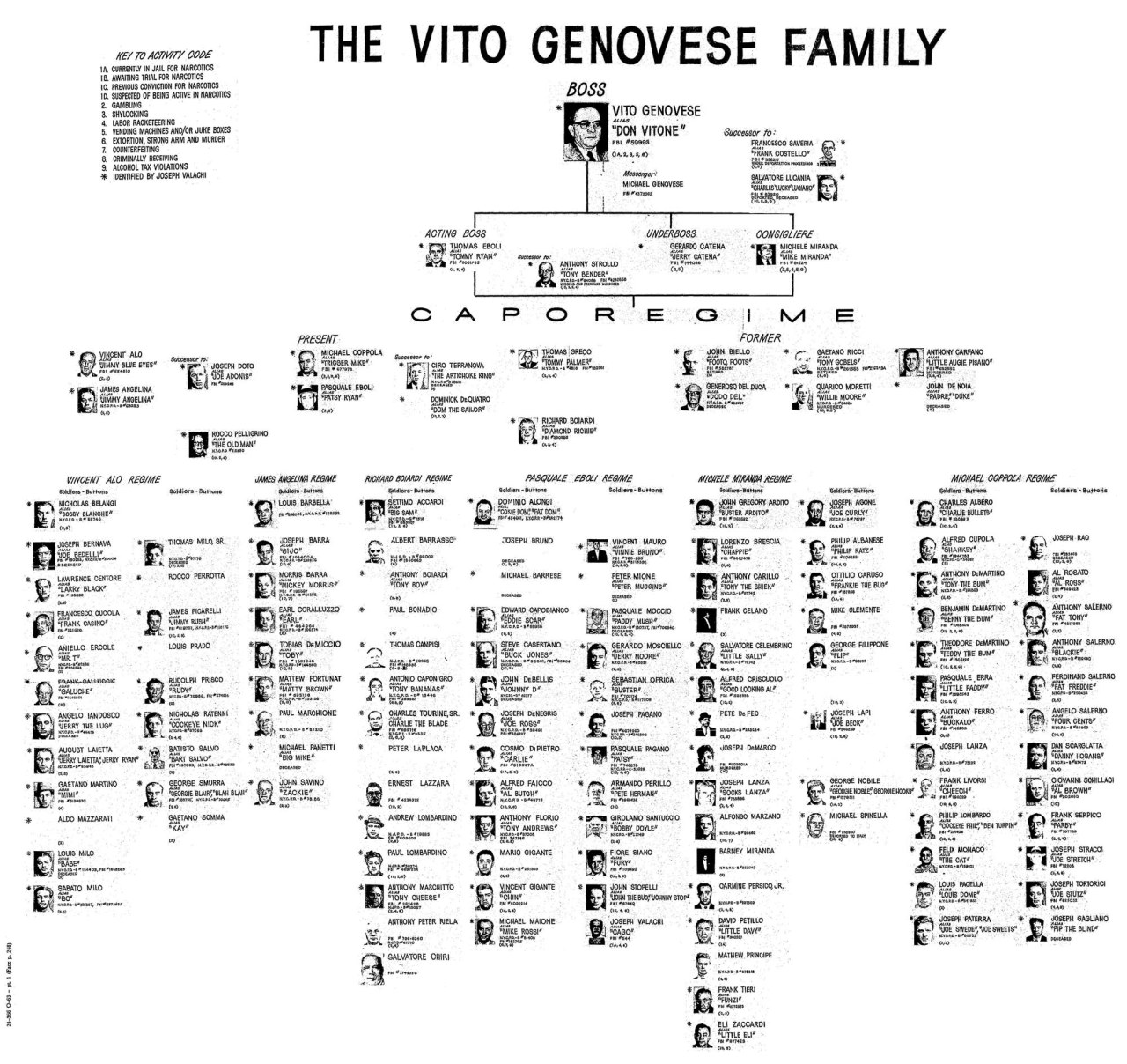
Organigramm der Genovese-Familie um 1963 unter Vito Genovese

Während Costello also neue Geschäftsfelder erschloss und politische Verbindungen knüpfte, stand Vito Genovese buchstäblich am Rande des Geschehens, da er 1937 nach Italien verschwunden war, um einer Mordanklage zu entgehen: Eigentlich hatte er sich immer als Nachfolger von Lucky Luciano gesehen.
Luciano, der seit 1936 inhaftiert war, wurde 1946 nach Sizilien abgeschoben, während Genovese 1945 nach New York zurückkehrte. Auf diese Weise wurde er anscheinend ein Verbindungsmann zwischen Costello und Luciano und auch heute noch gibt es Stimmen, die Luciano immer noch als den eigentlichen, damaligen Boss der Familie sehen.
Costellos Macht basierte auch auf den Leuten in New Jersey, da ihn Willie Moretti und seine Leute tatkräftig unterstützten, welche dort die Interessen der Familie vertraten. Zwar gelang es Genovese 1951, die Ermordung von Moretti mit einzufädeln, er musste dann aber bestürzt feststellen, dass die Allianz zwischen Costello und Albert Anastasia, Boss des später als „Gambino-Familie“ bezeichneten Clans, die Position von Costello weiter gefestigt hatte.
Als Costello einen schwachen Auftritt bei den Anhörungen des „Kefauver Committee“ hinlegte, scheint Genovese – angesichts der sich abzeichnenden Ränkespiele zur Ablösung von Costello – zu der Meinung gekommen zu sein, nun nicht länger abwarten zu können. Am 2. Mai 1957 wurde Costello Ziel eines Anschlages, der vermutlich von Vincent Gigante begangen wurde, während Thomas Eboli den Fluchtwagen gesteuert haben soll. Frank Costello überlebte, nahm den Kampf aber nicht auf und zog sich zurück. Auf dem Apalachin-Meeting wurde ihm das dann auch offiziell erlaubt und Genovese wurde Anführer der nun nach ihm benannten Familie. Da am 25. Oktober 1957 außerdem Albert Anastasia ermordet und auf diesem Treffen des National Crime Syndicate Carlo Gambino als dessen Nachfolger bestätigt wurde, ist zu vermuten, dass Genovese seine Macht auch auf die anderen Familien ausdehnen wollte.
Allerdings endete das Apalachin-Meeting am 27. November 1957 chaotisch, da es von der örtlichen Polizei entdeckt worden war. Die Teilnehmer versuchten, der Polizeikontrolle zu entgehen, was allerdings misslang. Für dieses Fiasko machten viele Mafiosi den Organisator Vito Genovese verantwortlich. 1959 wurde Vito Genovese im Rahmen einer Rauschgiftoperation der Polizei festgenommen und zu 15 Jahren Haft verurteilt. Der Tipp, welcher zur Festnahme von Vito Genovese führte, soll von Lucky Luciano und Meyer Lansky gekommen sein, um dessen Ambitionen als „Capo di tutti i capi“ zum Scheitern zu bringen.
Der illegale Drogenhandel wurde während der 1950er eine ganz neue und lukrative Einnahmequelle der US-amerikanischen Mafia. Allerdings sahen die alteingesessenen Mitglieder auch das Risiko starker polizeilicher Verfolgung, Unterminierung der Organisation und Profilverlust, während Genovese einfach nur den großen Profit im Auge behielt, den er aber anscheinend nicht unbedingt teilen wollte.
Eine Hauptfigur des illegalen Drogenhandels war Lucky Luciano, der – ausgewiesen nach Italien – von dort den Handel aufzog. Selbst wenn nicht der These gefolgt würde, Costello sei weiterhin der „Acting Boss“ unter Oberhaupt Luciano gewesen; der Rückzug des bewährten, klugen Organisators und Kontakteknüpfers Costello lag nicht in Lucianos Interesse.
Lanciert wurde der Tipp, der Genovese ins Gefängnis brachte, über den kleinen Drogendealer Nelson „Melon“ Cantellops aus Puerto Rico. Noch in Haft versuchte das formale Oberhaupt der Familie seine Rache zu planen, starb aber am 14. Februar 1969 an einem Herzinfarkt. „Acting Boss“ war seit seiner Inhaftierung 1959 bereits Thomas Eboli gewesen.

### Kontrolle durch die Gambino-Familie
Allerdings besagt eine These, dass Thomas Eboli nicht alleiniges Oberhaupt der Familie gewesen sei und zusammen mit Jerry Catena und Mike Miranda ein Führungstrio („ruling council“) gebildet hätte; seine Führungsrolle endete jedenfalls am 1. Juli 1972, als er in seinem Auto in Crown Heights in Brooklyn erschossen wurde. Offenbar steckte hinter dem Anschlag Carlo Gambino, dem Eboli 3.000.000 Dollar nach einem gescheiterten Drogen-Deal schuldete und der lieber Frank Tieri als Oberhaupt der Genovese-Familie sah; daraufhin rückten die beiden Familien näher zusammen und die Gambino-Familie übernahm schleichend Geschäfte und Mitglieder des Genovese-Clans. Daran änderte sich auch nichts, als Tieri als erster Mafiaboss 1981 aufgrund des „RICO Acts“ vor Gericht aussagen musste, zu zehn Jahren Haft verurteilt wurde und noch vor Haftantritt eines natürlichen Todes starb.
Es dämmerte den Untersuchungsbeamten langsam, dass hier andere die Fäden in der Familie gezogen hatten als Thomas Eboli oder Frank Tieri. Dieses wurde 1981 nach der Übernahme durch Philip Lombardo deutlich, der zwar aus gesundheitlichen Gründen sein ‚Amt‘ als Oberhaupt nach nur zwei Wochen wieder abgab; allerdings wird von vielen heute angenommen, dass er bereits seit den späten 1960er Jahren das eigentliche Oberhaupt der Familie gewesen war. Das FBI verfügt diesbezüglich über entsprechende Tonband-Aufzeichnungen, zum Beispiel von John Gotti.

### Die Boxer
Vincent Gigante und Dominick Cirillo waren beide ursprünglich Boxer gewesen. Gigante hatte sich, als er Oberhaupt der Familie wurde, bald einen besonderen Trick ausgedacht, der ihn vor juristischer Verfolgung schützen sollte. In Pyjama und Slippers bekleidet, ein Aufzug, mit dem er auch vor Gericht erschien, gab er den harmlosen alten Mann; jedenfalls kaufte ihm letztendlich das Gericht seine Senilität und Demenz nicht ab und er wurde verurteilt. Ob es nun Schauspiel war oder nicht, sein Verhalten trug ihm seinen zweiten Spitznamen „The Oddfather“ ein.
Gigante führte seinen Clan in die Neuzeit und stieg in die Computerkriminalität ein. Neben den klassischen Geschäftsfeldern, die selbstverständlich beibehalten wurden, ist dabei die Bauindustrie nicht zu vergessen, welche als (auch vordergründig legale) Basis der Genovese-Familie gelten kann.
Sein Nachfolger wurde Dominick Cirillo, der ebenfalls von Thomas Eboli als Manager betreut worden war und immer in der Nähe von Gigante zu finden gewesen war, den aber viele nur als „Acting Boss“ ansehen. Da dieser nun im März 2006 eine 46-monatige Haftstrafe antreten musste, stellt sich die Führungsfrage in der Genovese-Familie erneut. Zumindest als „Acting Boss“ gilt Mario Gigante, der Bruder des 2005 verstorbenen Vincent Gigante.

## Historische Führung

### Oberhaupt
Nicht immer ist das Oberhaupt einer Familie so eindeutig zu identifizieren; insbesondere, wenn durch eine Haftstrafe ein anderes Familienmitglied in den Vordergrund rückt. Die Betrachtung von außen macht es nicht immer einfach, ein neues Oberhaupt als solches zu erkennen bzw. dessen genaue Amtszeit festzustellen. Außerdem scheint sich gewissermaßen ein Präsidialsystem durchzusetzen; d. h. das Oberhaupt verlagert seine Macht mehr auf einen sogenannten „acting boss“ und/oder „street boss“, die ihrerseits wiederum das Oberhaupt als solches weiter anerkennen, auch wenn es zum Beispiel in Haft sitzen sollte.
Im Wesentlichen kann aber von folgendem Ablauf innerhalb der Genovese-Familie ausgegangen werden, wobei es auch üblich ist, die Morello-Familie als Vorphase zu sehen und die Geschichte der Familie erst mit Joe Masseria beginnen zu lassen:
| Zeitraum    | Name                                          | Spitzname          | Geburt | Tod  | Todesursache    | Anmerkung                                                     |
| ----------- | --------------------------------------------- | ------------------ | ------ | ---- | --------------- | ------------------------------------------------------------- |
| 1890er–1909 | Giuseppe „Peter“ Morello                      | The Clutch Hand    | 1867   | 1930 | ermordet        | 1909–1920 inhaftiert                                          |
| 1910–1916   | Nicholas (Morello) Terranova                  | Nick Morello       | 1890   | 1916 | ermordet        | Auftraggeber: Pellegrino Morano; Täter: Tom Pagano            |
| 1916–1920   | Vincenzo Terranova                            | Vincent the Tiger  | 1886   | 1922 | ermordet        | 1920 zurückgetreten; wurde Unterboss                          |
| 1920–1922   | Giuseppe „Peter“ Morello                      | The Clutch Hand    | 1867   | 1930 | ermordet        | 1922 zurückgetreten; wurde Unterboss                          |
| 1922–1931   | Giuseppe „Joe“ Masseria                       | Joe the Boss       | 1886   | 1931 | ermordet        | Auftraggeber: Salvatore Maranzano; Organisator: Lucky Luciano |
| 1931–1946   | Charles Luciano (geboren: Salvatore Lucania)  | Lucky              | 1897   | 1962 | Herzinfarkt     | 1936 inhaftiert / 1946 ausgewiesen                            |
| 1946–1957   | Frank Costello (geboren: Francesco Castiglia) | The Prime Minister | 1891   | 1973 | Herzinfarkt     | durch Vito Genovese verdrängt                                 |
| 1957–1969   | Vito Genovese                                 | Don Vito           | 1897   | 1969 | Herzinfarkt     | 1959–1969 inhaftiert                                          |
| 1969–1981   | Philip Lombardo                               | Benny Squint       | 1911   | 1987 | natürlicher Tod | zurückgetreten                                                |
| 1981–2005   | Vincent Louis Gigante                         | Chin               | 1928   | 2005 | natürlicher Tod | 1997–2005 inhaftiert                                          |
| 2005–heute  | Liborio Salvatore Bellomo                     | Barney             | 1957   |      |                 | 1996–2008 inhaftiert                                          |

### Underboss der Familie
Der Underboss ist die Nummer zwei in der Verbrecherfamilie; er ist der stellvertretende Direktor des Syndikats. Er sammelt Informationen für den Boss, gibt Befehle und Instruktionen an die Untergebenen weiter. In Abwesenheit des Bosses führt er die kriminelle Gruppe.
| Zeitraum  | Name                                      | Spitzname          | Geburt | Tod  | Todesursache    | Anmerkung                                                |
| --------- | ----------------------------------------- | ------------------ | ------ | ---- | --------------- | -------------------------------------------------------- |
| 1903–1909 | Ignazio Saietta (geb.: Ignazio Lupo)      | Lupo the Wolf      | 1877   | 1947 | natürlicher Tod | 1910–1920 inhaftiert                                     |
| 1909–1916 | Vincenzo Terranova                        | Vincent the Tiger  | 1886   | 1922 | erschossen      | wurde 1916–1920 Boss                                     |
| 1916–1920 | Ciro Terranova                            | The Artichoke King | 1889   | 1938 | Schlaganfall    | 1920 zurückgetreten; wurde Capo                          |
| 1920–1922 | Vincenzo Terranova                        | Vincent the Tiger  | 1886   | 1922 | ermordet        | Organisator: Umberto Valenti                             |
| 1922–1930 | Giuseppe „Peter“ Morello                  | The Clutch Hand    | 1867   | 1930 | ermordet        | ang. Drahtzieher: Francesco Scalice und Albert Anastasia |
| 1931–1931 | Joseph Catania                            | Joe the Baker      | 1901   | 1931 | erschossen      | Auftraggeber: Salvatore Maranzano                        |
| 1931–1931 | Charles Luciano (geb.: Salvatore Lucania) | Lucky              | 1897   | 1962 | Herzinfarkt     | wurde 1931 Boss                                          |
| 1931–1936 | Vito Genovese                             | Don Vito           | 1897   | 1969 | Herzinfarkt     | wurde 1936 Acting Boss                                   |
| 1937–1951 | Guarino „Willie“ Moretti                  | Willie Moore       | 1894   | 1951 | erschossen      | Organisator: Albert Anastasia                            |
| 1951–1957 | Vito Genovese                             | Don Vito           | 1897   | 1969 | Herzinfarkt     | wurde 1957 Boss                                          |
| 1957–1972 | Gerardo Catena                            | Jerry              | 1902   | 2000 | natürlicher Tod | 1970–1972 inhaftiert                                     |
| 1972–1974 | Alphonse Frank Tieri                      | Funzi, The old Man | 1904   | 1981 | natürlicher Tod | wurde 1974 Front Boss                                    |
| 1974–1975 | Carmine Zeccardi                          | Little Eli         | 1910   | 1977 | natürlicher Tod |                                                          |
| 1975–1980 | Anthony Salerno                           | Fat Tony           | 1911   | 1992 | natürlicher Tod | wurde 1981 Street Boss                                   |
| 1980–1981 | Vincent Louis Gigante                     | Chin               | 1928   | 2005 | natürlicher Tod | wurde 1981 Boss                                          |
| 1981–1987 | Saverio Santora                           | Sammy Black        | 1935   | 1987 | natürlicher Tod |                                                          |
| 1987–2017 | Venero Frank Mangano                      | Benny Eggs         | 1921   | 2017 | natürlicher Tod | 1991–2006 inhaftiert                                     |

### Acting Boss
Da der Underboss als Vizechef hinter dem Boss diesen vertritt, wenn er krank oder inhaftiert ist oder bevor ein neues Oberhaupt gewählt wird, wird er dann oft selbst zum Acting Boss der Familie, da er defacto die Entscheidungen in der Familie trifft und nach außen vetritt. Im Sinne der Abschottung nach oben, kann die Position aber bereits besetzt sein, im Sinne einer Befehlskette, in der ein Acting Boss nochmal dazwischengeschaltet wird.
| Zeitraum   | Name                      | Spitzname          | Geburt | Tod  | Todesursache  | Anmerkung                                                                                 |
| ---------- | ------------------------- | ------------------ | ------ | ---- | ------------- | ----------------------------------------------------------------------------------------- |
| 1936–1937  | Vito Genovese             | Don Vito           | 1897   | 1969 | Herzinfarkt   | 1937 nach Italien geflohen, um einer Mordanklage zu entgehen; wurde 1951 erneut Underboss |
| 1937–1946  | Frank Costello            | The Prime Minister | 1891   | 1973 |               | wurde 1946 Boss                                                                           |
| 1959–1962  | Anthony C. Strollo        | Tony Bender        | 1899   | 1962 | Lupara bianca | am 8. April 1962 spurlos verschwunden                                                     |
| 1962–1965  | Thomas Eboli              | Tommy Ryan         | 1911   | 1972 |               | wurde 1965 Front Boss                                                                     |
| 1965–1969  | Philip Lombardo           | Benny Squint       |        |      |               | wurde 1969 Boss                                                                           |
| 1990–1992  | Liborio Salvatore Bellomo | Barney             |        |      |               | wurde 1992 Street Boss                                                                    |
| 1997–1998  | Dominick V. Cirillo       | Quiet Don          | 1929   | 2024 |               | zurückgetreten / wurde 2008 Consigliere                                                   |
| 1998–2005  | Matthew Joseph Ianniello  | Matty the Horse    | 1920   | 2012 |               | zurückgetreten                                                                            |
| 2005–2008  | Daniel Leo                | Danny the Lion     | 1941   |      |               | 2008–2013 inhaftiert                                                                      |
| 2015–2021  | Michael Ragusa            | Mickey             |        |      |               | zurückgetreten                                                                            |
| 2021–heute | Daniel Pagano             |                    |        |      |               |                                                                                           |

### Street Boss (Front Boss)
Ein Straßenboss (in der italienischen Mafia auch als Capo(regime) benannt) befehligt eine Gruppe oder Gruppen von Soldaten (it: Soldati) und ist in der Regel direkt dem Boss oder dem Unterboss unterstellt ist. Diese Gruppen werden in der US-amerikanischen Mafia gerne als Gang, Crew oder Streetcrew bezeichnet.
| Zeitraum   | Name                 | Spitzname  | Geburt | Tod  | Todesursache | Anmerkung                                         |
| ---------- | -------------------- | ---------- | ------ | ---- | ------------ | ------------------------------------------------- |
| 1965–1972  | Thomas Eboli         | Tommy Ryan | 1911   | 1972 | ermordet     | am 16. Juli 1972                                  |
| 1974–1980  | Alphonse Frank Tieri | Funzi      | 1904   | 1981 |              | zurückgetreten                                    |
| 1981–1986  | Anthony Salerno      | Fat Tony   | 1911   | 1992 |              | ab 1987 in Haft                                   |
| 1992–1996  | Liborio Bellomo      | Barney     | 1957   |      |              | 1996–2008 inhaftiert; wurde 2005 Boss             |
| 1998–2001  | Frank Serpico        | Farby      | ??     | 2002 | Krebs        | 2001 angeklagt                                    |
| 2001–2002  | Ernest Muscarella    | Ernie      | 1944   |      |              | 2002–2007 inhaftiert                              |
| 2002–2006  | Arthur Nigro         | Artie      | 1945   |      |              | 2006 angeklagt                                    |
| 2006–2013  | Dominick Cirillo     | Quit Don   |        |      |              | Rücktritt, diente auch als Consigliere, Rücktritt |
| 2013–2014  | Daniel Pagano        | Danny      |        |      |              | ab 2014 zunächst inhaftiert                       |
| 2014–2015  | Peter DiChiara       | Petey Red  | 1938   |      |              | Rücktritt, wurde Consigliere                      |
| 2015–2021  | Michael Ragusa       | Mickey     |        |      |              | Rücktritt                                         |
| 2021–heute | Daniel Pagano        | Danny      |        |      |              |                                                   |

### Acting Underboss
| Zeitraum  | Name                             | Spitzname | Lebensdaten | Todesursache | Anmerkung            |
| --------- | -------------------------------- | --------- | ----------- | ------------ | -------------------- |
| 1990–1997 | Michele „Mickey Dimino“ Generoso |           | 1918–2015   |              | 1997 inhaftiert      |
| 1997–2003 | Joseph Zito                      |           |             |              |                      |
| 2003–2005 | John „Johnny Sausage“ Barbato    |           | * 1934      |              | 2005–2008 inhaftiert |

### Consigliere der Familie
Auf derselben Ebene wie der Underboss steht der Consigliere, der Berater der kriminellen Familie. Es handelt sich in der Regel um ein älteres Mitglied der Familie, welches über großen Respekt innerhalb der Familie verfügt und dadurch einen beträchtlichen Einfluss ausüben kann.
| Zeitraum   | Name                | Spitzname          | Lebensdaten | Tod  | Todesursache    | Anmerkung                                    |
| ---------- | ------------------- | ------------------ | ----------- | ---- | --------------- | -------------------------------------------- |
| 1931–1937  | Frank Costello      | The Prime Minister | 1891        | 1973 | Herzinfarkt     | wurde 1937 Acting Boss                       |
| 1937–1957  | Alessandro Pandolfo | Sandino            | 1892        | 1965 |                 | mysteriöser Mafioso, erwähnt von Joe Valachi |
| 1957–1972  | Michele Miranda     | Big Mike           | 1896        | 1973 | natürlicher Tod | zurückgetreten                               |
| 1972–1975  | Anthony Salerno     | Fat Tony           | 1911        | 1992 | natürlicher Tod | wurde 1975 Underboss                         |
| 1975–1978  | Antonio Ferro       | Buckaloo           |             |      |                 | 1978–1981 inhaftiert                         |
| 1980–1981  | Dominick Alongi     | Fat Dom            | 1927        | 1981 | natürlicher Tod |                                              |
| 1981–1990  | Louis Anthony Manna | Bobby              | 1929        |      |                 | 1989–2025 inhaftiert                         |
| 1990–1997  | James Ida           | Little Guy         | 1940        |      |                 | seit 1997 inhaftiert                         |
| 1997–2008  | Lawrence Dentico    | Little Larry       | 1923        |      |                 | 2005–2009 inhaftiert                         |
| 2008–2015  | Dominick V. Cirillo | Quiet Dom          | 1929        | 2024 |                 | Rücktritt                                    |
| 2015–2018  | Peter DiChiara      | Petey Red          |             | 2018 |                 |                                              |
| 2018–2022  | Anthony Federici    | Tough Tony         | 1940        | 2022 |                 |                                              |
| 2022–heute | Pasqule Parrello    | Patsy              |             |      |                 |                                              |

### Acting Consigliere
- 1978–1980: Dominick „Fat Dom“ Alongi ; wurde 1980 offiziell Consigliere

- 1989–1990: James „Little Guy“ Ida ; wurde 1990 offiziell Consigliere

## Mitglieder und Assoziierte

### Abgrenzung
„Schriftliches, oder gar Mitgliederlisten, kämen der Mafia nie in den Sinn; eine Bürokratie wie bei der P2 ebenfalls nicht; sie würde die Flexibilität und Wandelbarkeit des Clans nicht nur stören, sondern wohl total zerstören.“

Dieser Satz über die originäre Mafia in Sizilien und Italien gilt auch für die US-amerikanische Cosa Nostra. So gesehen kann und wird es per Definition nie eine vollständige Liste von Mitgliedern geben; aber durch die notwendige Außendarstellung einerseits und die Ermittlungserkenntnisse der Behörden andererseits lässt sie auf Dauer die Zugehörigkeit der wichtigsten Mitglieder erkennen und bestimmen. Da außerdem das Gebot des Schweigens (Omertà) zunehmend von den Mitgliedern der Mafia selbst gebrochen wird, hat sich die Informationslage für Außenstehende deutlich verbessert.
Hinzu kommt die Unschärfe auf Grund der Hierarchie in der Familie selbst, die auch Assoziierte und die Zusammenarbeit mit Außenstehenden zulässt. So wurde insbesondere die Gruppe der heute als Kosher Nostra klassifizierten Personen in der Vergangenheit einfach der sizilianischen Mafia zugeschlagen. Insbesondere Meyer Lansky war aber zum Beispiel weder Mitglied der Genovese-Familie noch eines anderen Clans der Mafia gewesen; trotzdem hielt er einen Sitz in der „Kommission“ des National Crime Syndicate und hat damit maßgeblich Einfluss auch auf die Genovese-Familie genommen.

### Mitglieder
Für die Genovese-Familie können folgende hochrangige Mitglieder gelistet werden:
| Name                    | Geburt    | Tod  | Todesursache    | Spitzname                 | Anmerkung                                                           |  |
| ----------------------- | --------- | ---- | --------------- | ------------------------- | ------------------------------------------------------------------- |  |
| Adonis, Joe             | 1902      | 1972 | Herzinfarkt     |                           | alias Giuseppe Antonio Doto                                         |  |
| Alo, Vincent            | 1904      | 2001 | natürlicher Tod |                           | Freund von Meyer Lansky                                             |  |
| Anastasio, Anthony      | 1906      | 1963 | natürlicher Tod | Tough Tony                |                                                                     |  |
| Bellomo, Liborio        | 1957      |      |                 | Barney                    | 116th Street Crew; z. Z. 2001–2008 in Haft                          |  |
| Carfano, Anthony        | 1898, um  | 1959 | erschossen      | Little Augie Pisano       | Baute das Glücksspiel in Süd-Florida auf                            |  |
| Cafaro, Vincent         | 1933      |      |                 | Fis                       | seit 1987 Pentito im Zeugenschutzprogramm                           |  |
| Catania, Giuseppe Jr    |           |      | ermordet        | Joe the Baker             | 1930–1931 „Unterboss“                                               |  |
| Catena, Gerardo         | 1902      | 2000 | natürlicher Tod | Gery                      | 1957–1975 „Unterboss“                                               |  |
| Cirillo, Dominick       | 1929      | 2024 |                 | Quiet Don                 | ab Oktober 2005 in Haft                                             |  |
| Cirillo Sr, Louis       |           |      |                 |                           | Partner von Thomas Eboli, French Connection                         |  |
| Coppola, Michael        | 1904      | 1966 | natürlicher Tod | Trigger Mike              | Monopol auf Straßenlotterie und Artischocken-Handel                 |  |
| Coppola J., Michael     | 1946      |      |                 | Mikey, Mikey Cigars       | Mörder von John „Johnny Cokes“ Lardiere, seit DNA-Test 1996 in Haft |  |
| Costello, Frank         | 1891      | 1973 | Herzanfall      | Irish                     | Oberhaupt 1946–1957                                                 |  |
| DeCarlo, Angelo         | 1902      | 1973 |                 | Gyp                       |                                                                     |  |
| Dentico, Lawrence       | 1923      |      |                 | Larry Fab, The Little Guy | Capo in New Jersey, Consigliere, Haftentlassung 2009                |  |
| DeSimone, Ralph         | 1943      | 1991 |                 | Cousin                    |                                                                     |  |
| Eboli, Thomas           | 1911      | 1972 | erschossen      | Tommy Ryan                | Oberhaupt 1969–1972                                                 |  |
| Genovese, Vito          | 1897      | 1969 |                 | Don Vitone                | namensgebendes Oberhaupt 1957–1969                                  |  |
| Gigante, Mariano        | 1923      | 2022 |                 | Mario                     | Oberhaupt 2006–2007                                                 |  |
| Gigante, Vincent        | 1928      | 2005 |                 | The Chin                  | Oberhaupt 1987–2005                                                 |  |
| Gussage, Chee           |           |      |                 |                           | 1936 Unterboss                                                      |  |
| Ianniello, Matthew      | 1920      |      |                 | Matty the Horse           | 1997–2005 „Acting boss“; seit 2006 wieder in Haft                   |  |
| Leo, Daniel             | 1941      |      |                 | The Lion                  | seit 2007 Oberhaupt der Familie                                     |  |
| Lombardo, Philip        | 1911      | 1987 | natürlicher Tod | Cockeyed Phil             | Oberhaupt 1981                                                      |  |
| Luciano, Lucky          | 1896      | 1962 | Herzanfall      |                           | legendäres Oberhaupt 1931–1946                                      |  |
| Mangano, Venero Frank   | 1921      |      |                 | Benny Eggs                | Bruder von Vincent Mangano, 1931–1951 Boss der Gambino-Familie      |  |
| Massaratti, Cassina     |           |      |                 | Carlo                     |                                                                     |  |
| Masseria, Joe           | 1879      | 1931 | erschossen      |                           | Oberhaupt 1925–1931                                                 |  |
| Matarazzo, John         | 1933      |      | unbekannt       |                           | Johnny the Watch                                                    |  |
| Morello, Giuseppe       | 1870      | 1930 | erschossen      | The Clutch Hand           | Morello-Familie                                                     |  |
| Morello, Nicholas       | 1866/1890 | 1916 | erschossen      | Nico, Nick                | Morello-Familie                                                     |  |
| Moretti, Guarino        | 1894      | 1951 | erschossen      | Willie                    | „Underboss“                                                         |  |
| Muscarella, Ernest      | 1944      |      |                 |                           | 1998–2002 „Underboss“ unter Gigante, 2002–2007 in Haft              |  |
| Perello, Pasquale Jr.   |           |      |                 |                           |                                                                     |  |
| Perello, Pasquale Sr.   |           |      |                 |                           | Capo; Sohn von Pasquale P. Sr                                       |  |
| Perello, Dominick       |           | 2004 | Lupara bianca   |                           | Sohn von Pasquale P. Sr.                                            |  |
| Perello, Ryan           |           |      |                 |                           | Sohn von Pasquale P. Sr.                                            |  |
| Ponte, Angelo           |           |      |                 |                           | Malteserorden, nach „Operation Wasteland“ 1997 in Haft              |  |
| Provenzano, Anthony     | 1917      | 1988 | Herzanfall      | Tony Pro                  | In das Verschwinden von Jimmy Hoffa verstrickt                      |  |
| Salerno, Anthony        | 1911      | 1992 | natürlicher Tod | Fat Tony                  | Oberhaupt 1981–1987, „Number Game“-Straßenlotterie                  |  |
| Serpico, Frank          |           | 2002 | Krebs           | Farby                     | 1987–2001 „Acting-Boss“                                             |  |
| Strollo, Anthony C.     | 1899      | 1962 | Lupara bianca   | Tony Bender               | ging von der Bonanno-Familie zur Gambino-Familie                    |  |
| Terranova, Ciro         | 1889      | 1938 | Schlaganfall    |                           | Morello-Familie                                                     |  |
| Terranova, Vincent      | 1887, um  | 1922 | erschossen      |                           | Morello-Familie                                                     |  |
| Tieri, Frank            | 1904      | 1981 | Krebs           | Funzi, The Old Man        | Oberhaupt 1972–1981                                                 |  |
| Valachi, Joseph Michael | 1903      | 1971 |                 | Joe, Joe Cargo            | Pentito                                                             |  |
| Valenti, Umberto        | 1895      | 1922 |                 |                           | Morello-Familie                                                     |  |
| Zaccardi, Eli           |           |      |                 |                           | 1972–1974 Acting-Boss                                               |  |

### Assoziierte
- Arthur Coffey, Ire
- Michael „Cookie“ D’Urso
- Harold Dagget, Ire
- Andrew Gigante
- Meyer Lansky (1902–1983), Kosher-Nostra-Boss des Bugs and Meyer Mob, Mitglied der „Kommission“ des National Crime Syndicate
- Morris Levy (1927–1990); Mobster der Musikindustrie,[2] Eigentümer von Roulette Records
- Stephen „Steve“ Lenehan
- Zef Mustafa, Albaner
- Benjamin „Bugsy“ Siegel (1906–1947), ein „Kosher Nostra“ des „Bugs and Meyer Mob“
- Joseph „Mad Dog“ Sullivan

## Filme und Dokumentationen
- 1972: Die Valachi Papiere (Carteggio Valachi): Film über die Geschichte der New Yorker Mafia von den 1930er Jahren, bis zur Verhaftung von Joseph Valachi in den 1950er Jahren und dessen Aussage als Kronzeuge gegen die Genovese-Familie.
- 1973: Lucky Luciano: Film über den legendären US-amerikanischen Mobster Lucky Luciano.
- 1991: Die wahren Bosse – Ein teuflisches Imperium (Mobsters): Film über den Krieg von Castellammare, die Gründung der Fünf Familien und des National Crime Syndicates.
- 1998: The Mob – Der Pate von Manhattan (Witness to the Mob): Genovese-Oberhaupt Vincent „The Chin“ Gigante wird hier von Nicholas Kepros dargestellt.
- 2001: Der Pate von New York (Boss of Bosses): Vito Genovese wird hier von Steven Bauer dargestellt.
- 2014: Im Netz der Mafia – Die Geheimakten des FBI (Mafia’s Greatest Hits): britische 13-teilige Dokumentationsserie (Folge 2: Der Reformer: Lucky Luciano / Folge 6: Der Killer: Vito Genovese)